# 曲喹辛
曲喹辛（也译为“曲林菌素”）是一种含氮有机化合物，分子式C24H27N3O3，可作为磷酸二酯酶抑制药，在体外实验（in vitro）中能增强精子活性。